# Elecciones a la alcaldía de Londres de 2021
Las elecciones a la alcaldía de Londres de 2021 se llevaron a cabo el 6 de mayo para elegir al alcalde de Londres. Se llevó a cabo simultáneamente con las elecciones para la Asamblea de Londres. Las elecciones se iban a celebrar el 7 de mayo de 2020, pero en marzo de 2020 el gobierno anunció que las elecciones se pospondría hasta 2021 debido a la pandemia de COVID-19.
El laborista Sadiq Khan fue reelegido, derrotando al conservador Shaun Bailey con el 55.2% de los votos en la segunda vuelta.

## Resultados
| Partido/Alianza       | Partido/Alianza                             | Candidato             | Primera vuelta        | Primera vuelta        | Segunda vuelta | Segunda vuelta |
| Partido/Alianza       | Partido/Alianza                             | Candidato             | Votos                 | %                     | Votos          | %              |
| --------------------- | ------------------------------------------- | --------------------- | --------------------- | --------------------- | -------------- | -------------- |
|                       | Partido Laborista                           | Sadiq Khan            | 1,013,721             | 40.05                 | 1,206,034      | 55.23          |
|                       | Partido Conservador                         | Shaun Bailey          | 893,051               | 35.28                 | 977,601        | 44.77          |
|                       | Partido Verde                               | Siân Berry            | 197,976               | 7.82                  |                |                |
|                       | Liberal Demócratas                          | Luisa Porritt         | 111,716               | 4.41                  |                |                |
|                       | Independiente                               | Niko Omilana          | 49,628                | 1.96                  |                |                |
|                       | Recuperación                                | Laurence Fox          | 47,634                | 1.88                  |                |                |
|                       | Londres Real                                | Brian Rose            | 31,111                | 1.23                  |                |                |
|                       | Reincorporarse a la Unión Europea           | Richard Hewison       | 28,012                | 1.11                  |                |                |
|                       | Conde Binface                               | Conde Binface         | 24,775                | 0.98                  |                |                |
|                       | Partido por la Igualdad de las Mujeres      | Mandu Reid            | 21,182                | 0.84                  |                |                |
|                       | Deja Vivir a Londres                        | Piers Corbyn          | 20,604                | 0.81                  |                |                |
|                       | Bienestar Animal                            | Vanessa Hudson        | 16,826                | 0.66                  |                |                |
|                       | Partido de la Independencia del Reino Unido | Peter Gammons         | 14,393                | 0.57                  |                |                |
|                       | Independiente                               | Farah London          | 11,869                | 0.47                  |                |                |
|                       | Partido del Patrimonio                      | David Kurten          | 11,025                | 0.44                  |                |                |
|                       | Independiente                               | Nims Obunge           | 9,682                 | 0.38                  |                |                |
|                       | Partido Socialdemócrata                     | Steve Kelleher        | 8,764                 | 0.35                  |                |                |
|                       | Renovar                                     | Kam Balayev           | 7,774                 | 0.31                  |                |                |
|                       | Independiente                               | Max Fosh              | 6,309                 | 0.25                  |                |                |
|                       | Rosa Ardiente                               | Valerie Brown         | 5,305                 | 0.21                  |                |                |
|                       |                                             |                       |                       |                       |                |                |
| Total                 | Total                                       | Total                 | 2,531,357             | 100                   | 2,183,635      | 100            |
| Votos intransferibles | Votos intransferibles                       | Votos intransferibles | Votos intransferibles | Votos intransferibles | 347,722        | -              |
| Votos positivos       | Votos positivos                             | Votos positivos       | Votos positivos       | Votos positivos       | 2,531,357      | 95.68          |
| Votos en blanco       | Votos en blanco                             | Votos en blanco       | Votos en blanco       | Votos en blanco       | 114,201        | 4.32           |
| Votos nulos           |                                             |                       |                       |                       | 114,201        | 4.32           |
| Participación         | Participación                               | Participación         | Participación         | Participación         | 2,645,558      | 42.73          |
| Electores registrados | Electores registrados                       | Electores registrados | Electores registrados | Electores registrados | 6,191,387      |                |
|                       |                                             |                       |                       |                       |                |                |
| Fuente:               |                                             |                       |                       |                       |                |                |